# Nicolas Grenier
Nicolas Grenier és un poeta, traductor i crític en llengua francesa. Ha publicat poemes en més de deu països.

## Obres
- Quant à Saint-Germain-des-Prés, trente et un tanka sur la main d'après, prefaci de Jean Orizet.